# Mädchen zum Heiraten
Mädchen zum Heiraten è un film del 1932 diretto da Wilhelm Thiele.

## Produzione
Il film fu l'ultimo prodotto dalla Fellner & Somio-Film GmbH (con il nome Felsom-Film), una piccola compagnia creata nel 1922 che produsse diciassette film nell'arco di una decina d'anni.
Le musiche di Michael Krausz sono condotte da Paul Hühn. I parolieri sono Robert Gilbert e Armin Robinson.

## Distribuzione
Distribuito dalla Fellner & Somlo-Film GmbH, uscì nelle sale cinematografiche tedesche il 15 aprile 1932. In Austria e in Cecoslovacchia, il film prese il titolo Mädchen zum Heiraten, distribuito rispettivamente dalla Kiba Kinobetriebsanstalt  e dalla Lloydfilm.